# Eduí el Bell
Eduí (en anglès: Eadwig o Edwy) (941? – 1 d'octubre del 959), anomenat Eduí el Bell, va ser rei d'Anglaterra des del 955 fins a la seva mort cinc anys després. Era el fill gran del rei Edmund i Elgiva, i va ser escollit per la noblesa per succeir el seu oncle Edred. El seu breu regnat va estar marcat pels conflictes amb la seva família, la baixa noblesa i l'Església.

## Regnat
Segons una llegenda, la seva enemistat amb l'abat de Glastonbury sant Dunstan prové del mateix dia de la seva coronació. Eduí no s'hauria presentat al consell dels nobles, i Dunstan l'hauria anat a buscar. En trobar-lo flirtejant amb una jove noble anomenada Ælfgifu, Dunstan se'l va emportar d'allí arrossegant-lo. Eduí s'hauria enfadat molt i va provar de perseguir Dunstan fins al seu monestir, obligant-lo a fugir a l'exili des d'on no tornaria fins a la mort d'Eduí. Després es va voler casar amb Ælfgifu, però l'arquebisbe Oda de Canterbury s'hi va oposar per motius de consanguinitat i el va anul·lar. En aquella època es considerava incestuós un matrimoni en què hi hagués relació de consanguinitat fins a set ancestres, el 1215 es va reduir a quatre graus de consanguinitat.
Arran d'aquest exili, i d'altres abusos comesos pel rei, va començar a formar-se una facció favorable a Dunstan que donaria suport a Edgard, germà d'Eduí, per substituir-lo. Finalment, l'any 958 i amb el suport de l'arquebisbe de Canterbury Oda, els regnes de Mèrcia i Northúmbria es rebel·len i coronen al príncep Edgard.
Eduí es va enfrontar al seu germà a la batalla de Gloucester, però per evitar una guerra civil es va acordar dividir-se el regne marcant el Tàmesi com a frontera, de manera que Eduí continués regnant a Wessex i Kent al sud, mentre Edgard conservés Mèrcia i Northúmbria al nord.
Ha passat a la història per ser el rei que més concessions de terres va fer, només l'any 960 consten 60 donacions. Els analistes atribueixen aquesta generositat a un intent de contrarestar la inseguretat política que va viure.
Va morir amb tan sols 18 o 19 anys, de causes desconegudes. A la seva mort el seu germà va obtenir el control de tota Anglaterra.

## Família

### Avantpassats
|  |                             |  |  |  |  |  |  |  |  |  |  |  |  |  |  |  |
|  | 16. Ethelwulf de Wessex     |  |  |  |  |  |  |  |  |  |  |  |  |  |  |  |
|  |                             |  |  |  |  |  |  |  |  |  |  |  |  |  |  |  |
|  |                             |  |  |  |  |  |  |  |  |  |  |  |  |  |  |  |
|  | 8. Alfred el Gran           |  |  |  |  |  |  |  |  |  |  |  |  |  |  |  |
|  |                             |  |  |  |  |  |  |  |  |  |  |  |  |  |  |  |
|  |                             |  |  |  |  |  |  |  |  |  |  |  |  |  |  |  |
|  | 17. Osburga                 |  |  |  |  |  |  |  |  |  |  |  |  |  |  |  |
|  |                             |  |  |  |  |  |  |  |  |  |  |  |  |  |  |  |
|  |                             |  |  |  |  |  |  |  |  |  |  |  |  |  |  |  |
|  | 4. Eduard el Vell           |  |  |  |  |  |  |  |  |  |  |  |  |  |  |  |
|  |                             |  |  |  |  |  |  |  |  |  |  |  |  |  |  |  |
|  |                             |  |  |  |  |  |  |  |  |  |  |  |  |  |  |  |
|  | 18. Æthelred Mucil          |  |  |  |  |  |  |  |  |  |  |  |  |  |  |  |
|  |                             |  |  |  |  |  |  |  |  |  |  |  |  |  |  |  |
|  |                             |  |  |  |  |  |  |  |  |  |  |  |  |  |  |  |
|  | 9. Ealhswith                |  |  |  |  |  |  |  |  |  |  |  |  |  |  |  |
|  |                             |  |  |  |  |  |  |  |  |  |  |  |  |  |  |  |
|  |                             |  |  |  |  |  |  |  |  |  |  |  |  |  |  |  |
|  | 2. Edmund I d'Anglaterra    |  |  |  |  |  |  |  |  |  |  |  |  |  |  |  |
|  |                             |  |  |  |  |  |  |  |  |  |  |  |  |  |  |  |
|  |                             |  |  |  |  |  |  |  |  |  |  |  |  |  |  |  |
|  | 10. Sigehelm, comte de Kent |  |  |  |  |  |  |  |  |  |  |  |  |  |  |  |
|  |                             |  |  |  |  |  |  |  |  |  |  |  |  |  |  |  |
|  |                             |  |  |  |  |  |  |  |  |  |  |  |  |  |  |  |
|  | 5. Edgiva de Kent           |  |  |  |  |  |  |  |  |  |  |  |  |  |  |  |
|  |                             |  |  |  |  |  |  |  |  |  |  |  |  |  |  |  |
|  |                             |  |  |  |  |  |  |  |  |  |  |  |  |  |  |  |
|  | 1. Eduí d'Anglaterra        |  |  |  |  |  |  |  |  |  |  |  |  |  |  |  |
|  |                             |  |  |  |  |  |  |  |  |  |  |  |  |  |  |  |
|  |                             |  |  |  |  |  |  |  |  |  |  |  |  |  |  |  |
|  | 3. Elgiva                   |  |  |  |  |  |  |  |  |  |  |  |  |  |  |  |
|  |                             |  |  |  |  |  |  |  |  |  |  |  |  |  |  |  |
|  |                             |  |  |  |  |  |  |  |  |  |  |  |  |  |  |  |